# Пјанеца (Ријети)
Пјанеца (итал. Pianezza) је насеље у Италији у округу Ријети, региону Лацио.
Према процени из 2011. у насељу је живело 24 становника. Насеље се налази на надморској висини од 1074 м.